# Helen Escobedo
Helen Escobedo Fulda, más conocida por su seudónimo Elena (Ciudad de México, 28 de julio de 1934 - ibídem, 16 de septiembre de 2010), fue escultora, artista plástica, gestora de las artes y realizadora de museos e instalaciones mexicana.

## Biografía
El padre de Escobedo, el abogado Manuel Gregorio Escobedo y Díaz de León (1896-1975) fue un hombre muy importante en la vida de Helen, y su madre, Elsie Fulda y Stewart (1904-1983) era inglesa. Su hermano fue el abogado y empresario Miguel S. Escobedo y Fulda (1934-2018). De 1950 a 1951, realizó estudios en su ciudad natal de escultura en el Mexico City College (hoy Universidad de las Américas), en el que, entre otros, estudió con el pintor y diseñador Germán Cueto. En 1954, obtuvo una beca en el Royal College of Art de Londres donde acreditó una maestría. 
Sus trabajos como artista internacionalmente activa, son principalmente de tamaño monumental. Escobedo utilizó, generalmente, materiales industriales y naturales. Confeccionó unas treinta esculturas, para la exhibición como arte público, ubicadas entre otros paìses, además de México y Canadá, Estados Unidos, Cuba, Inglaterra, Nueva Zelanda, e Israel. Además de su estudio en México D.F., también lo hizo en Berlín, y antes en Hamburgo.
Desde 1958 a 1962, inicia su actividad académica en el Museo Universitario de la Universidad Nacional Autónoma de México (UNAM), y de 1981 a 1982 fue directora técnica del Museo Nacional de Arte; y de 1982 a 1984 directora del Museo de Arte Moderno

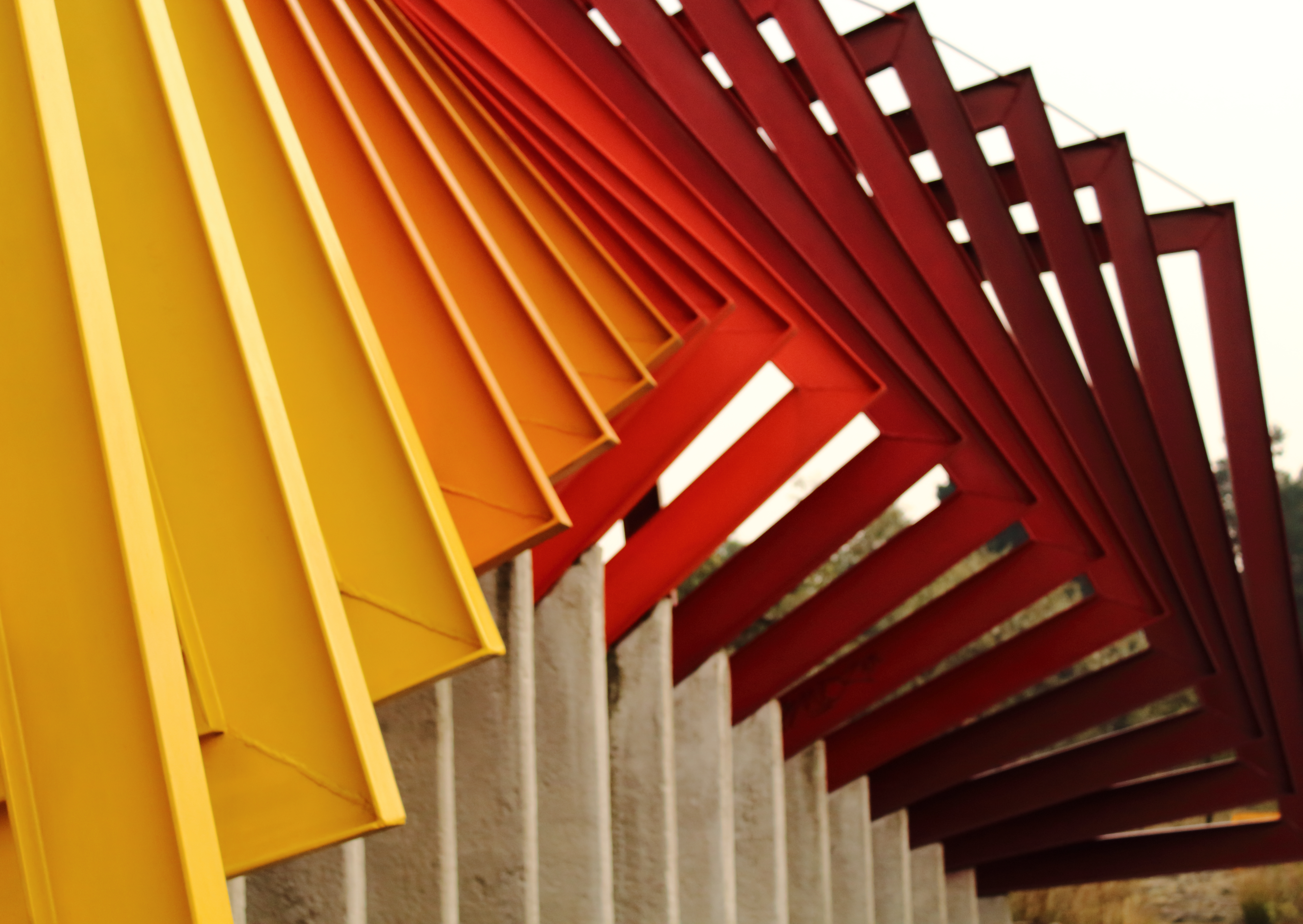
Coatl, de Helen Escobedo, en el Espacio Escultórico de Ciudad Universitaria, UNAM.

De 1985 a 1989 trabajó como comisaria artística de los Museos de la UNAM en el campo de las exposiciones internacionales.

## Gestión de museos
La influencia de Helen Escobedo en el ámbito cultural y museístico de México es notable, sus gestiones destacan por una preocupación constante por la renovación de las formas de entender y relacionarse con los museos, esto derivó de su propia experimentación artística, donde se percibe el constante cuestionamiento sobre la escultura y su relación con el espacio.
Los museos para Helen fueron el espacio idóneo para echar a andar lo aprendido en el Royal College of Art y “propuso un espacio donde se diera énfasis a la comunicación con el público y al proceso educativo de informar y sensibilizar”.
Su gestión en el Museo Universitario de Ciencias y Artes (UNAM) (MUCA) propició la difusión del arte en la década de 1960 con distintas exposiciones, entre las cuales destacan Arquitectura de Finlandia (1963), El diseño, la composición y la integración de Carlos Mérida (1963), Corrientes de abstracción y, en 1968, Cinetismo: el arte de la energía.[cita requerida]
También en 1968 fue partícipe del proyecto conjunto con Mathias Goeritz de la Ruta de la Amistad, donde realizó la escultura de 17 metros titulada Puertas al Viento “pintada en verde y azul […] Puertas al Viento es un muro esbelto, semi horadado por un círculo con prolongaciones rectas que levemente inclinado deja pasar el espacio”. Esta escultura y las demás piezas de la Ruta de la Amistad pueden observarse sobre la avenida Periférico Sur. Un año más tarde, en 1969-1970, ofreció el MUCA como sede para el II y III Salón independiente.[cita requerida]
En 1970, se lleva a cabo la muestra Cultura envoltura/No desperdicie, eduque, que sirvió “para sacudir la atmósfera de temor, depresión e incluso cierta parálisis que se dejaba sentir en la Universidad a raíz de la represión y matanza del 68”. Dicha muestra fue curada por Ida Rodríguez Prampolini y Francisco Reyes Palma, y en ella participaron más de ochocientos alumnos de diseño. “La confluencia de voluntades se enfocó en el reciclaje de materiales y en sustituir los mensajes publicitarios con mensajes didácticos o culturales. Hoy, a la distancia, puede calificarse como la primera muestra ecológica”.
La forma de dialogar con sus coetáneas fue la exposición realizada en el Museo de Arte Moderno en 1975 titulada La mujer como creadora y tema del arte, donde participaron Leonora Carrington, Alice Rahon, Remedios Varo, Lilia Carrillo, Frida Kahlo y las escultoras Ángela Gurría, Geles Cabrera, Marysole Worner Baz y María Lagunes. “Esta exposición y su texto -afirma Beatriz Zamorano- quedan para la memoria documental como un muy buen primer intento de valorar en su justa dimensión el trabajo plástico realizado por mujeres, pero en el sentido de legitimación de lo femenino con sus propias categorías y referentes”
Helen Escobedo también propuso un cambio innovador para la Bienal de París en 1977 donde, en vez de promover a artistitas individuales, decidió colectivizar la participación con diversos grupos artísticos, entre ellos Grupo Proceso Pentágono, SUMA y el Taller de Arte e Ideología (TAI) Y Tetraedo. Una vez hecha la propuesta, Helen Escobedo consiguió el financiamiento de los gastos de envío y hospedaje de los participantes.
Para 1978, terminó su gestión en el MUCA y retomó sus procesos artísticos personales, donde se une al grupo conformado por Mathias Goeritz, Manuel Felguérez, Federico Silva, Sebastián y Hersúa, con quienes diseña el Espacio Escultórico, del cual la propia Helen diría:

Por vez primera trabajo con colegas de mi misma profesión, una experiencia única que arroja como resultado esta extraordinaria obra abierta que conjuga la pasión de sus seis autores dejando pasar por el apretado cedazo de su crítica un diseño tan sencillo, tan de nadie, que podría ser de todos mas no de uno solo. De ahí su magia y misterio, de ahí su majestuosidad y silencio, no monumento ni foro sino obra abierta, indescifrable y eterna en su concepto. Una de las experiencias más válidas de mi quehacer artístico en grupo.
Helen Escobedo

Además de su participación colectiva en el Espacio Escultórico, Helen Escobedo tuvo una participación individual con la escultura monumental llamada Coatl, la hecha con 20 marcos de vigueta de hierro en diferentes tonalidades que van del amarillo al rojo y representa la serpiente que tiene como hábitat el pedregal. Se terminó en 1980.
Al inicio de la década de los 80, Helen Escobedo es convencida por Fernando Solana, entonces secretario de Educación Pública, de dirigir la transformación del antiguo Palacio de Comunicaciones en el nuevo Museo de Arte, junto con Jorge Alberto Manrique y Miriam Kaiser Wachsmann. El 13 de abril de 1982 se inauguró el Museo Nacional de Arte (Munal), que abarca periodos artísticos desde el México antiguo hasta el siglo XX.[cita requerida]
Una vez hecha la transformación del Palacio de Comunicaciones en el actual MUNAL, Helen Escobedo se convierte en la directora del Museo de Arte Moderno (MAM) (1982-1984), donde dejará una huella que marcará las líneas principales del museo hasta la actualidad. En palabras de la historiadora y crítica del arte Rita Eder- quien fue la curadora del museo durante esta gestión- las propuestas de Helen se basaron en “la necesidad de ofrecer una introducción al arte de carácter interdisciplinario, y por momentos, una vez implementadas las actividades paralelas, se logró que el MAM fuera la sede de un enriquecedor cruce entre las artes y la educación de la sensibilidad.”
Otros miembros del consejo del MAM fueron la historiadora del arte Graciela Schmilchuk, Teresa del Conde, Manuel Felguérez, Carlos Monsiváis y Lázaro Blanco. Una de las primeras exposiciones coordinada por Helen Escobedo fue la de Henry Moore, escultor abstracto conocido por su arte público. En esta exposición, Helen Escobedo organizó visitas para invidentes donde pudieran tocar las obras de Moore “y después recrear con su cuerpo las formas de las esculturas.”
En 1984 terminó su gestión en el Museo de Arte Moderno con las exposiciones Transformaciones: Nueva Escultura de Gran Bretaña, Origen y Visión: Nueva pintura Alemana y ¿A qué estamos jugando? Con estos trabajos se cerraba un ciclo para Helen Escobedo y la trama cultural de los Museos en México, su aporte e innovación también fueron reflejo de sus propias búsquedas estéticas como escultora monumental.

## Obra en relación con el espacio

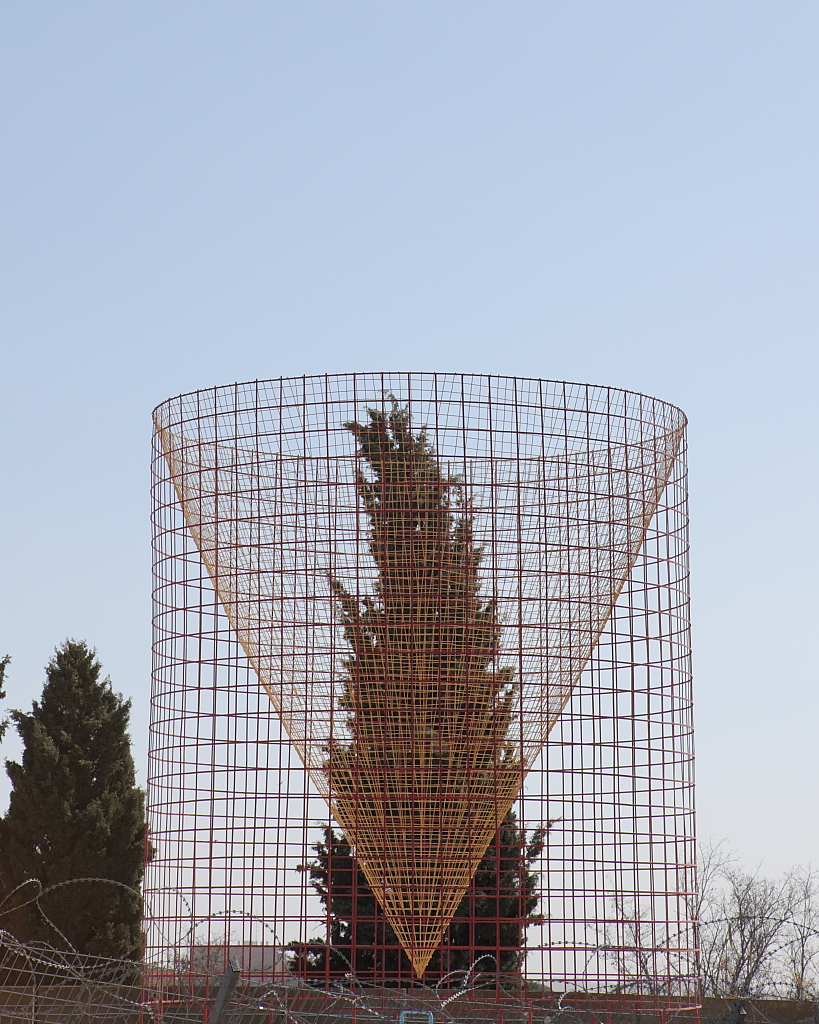
The Big Cone, obra de Helen Escobedo en Jerusalén

La obra de Helen Escobedo se destaca por la relación directa que establece con el espacio que la rodea, para ella era completamente necesario establecer un cruce entre la forma y el lugar de sus esculturas, con los conceptos de “integración plástica” y “ambiente total” se logra entender como “Helen Escobedo es una de las artistas contemporáneas que más se han preocupado por el ambiente y el entorno, tanto urbanos como silvestres. Gran parte de su obra reciente está vinculada de modo muy estrecho con intereses ecologistas.”
El “ambiente total” y la “integración plástica” revelan la forma en que la escultura monumental de Helen Escobedo ha tratado de influir directamente en el sitio donde se encuentra, ejemplo de ello es el espacio escultórico de Ciudad Universitaria y su obra Coatl en este mismo recinto. Ambas son obras donde el espectador puede ser parte de ellas mismas, su función recae en la función que el propio espectador quiera darles, de esta manera se integra en un ambiente que le pertenece.
Para Beatriz Zamorano, Helen Escobedo “no sólo quiere pasar a la historia por ser autora de una obra si bien propositiva, estática, quiere intervenir el material para hacerlo funcional, porque las estructuras tubulares […] deben servir para que los niños jueguen, toque, agarren y trepen en una simbiosis lúdico-plástica.”

## Helen Escobedo y lo femenino
Helen Escobedo parece no haber entrado en debates ideológicos sobre su postura podría llamarse feminista o no, sin embargo, su práctica como artista revela una afinidad contundente con la forma de comprender lo femenino como una de sus preocupaciones centrales. La funcionalidad de sus esculturas remiten a un uso doméstico del cual la propia Helen Escobedo respondería en una entrevista, a la pregunta si ella se consideraba femenina “Creo que sí, el hecho de que quiera matizar objetos o lugares funcionales transitables, no sé si es ser femenina o no; habría que discutirlo… O descubrirlo, porque una artista que piensa en el arte en el uso doméstico sugiere gran feminidad.”
Estas declaraciones aproximan de manera directa con los conceptos de integración plástica y ambiente total, pues la feminidad para Helen es también un concepto total que integra sus obras:
“Si miro lo que hago, me sale una sonrisa, porque hago escobas, pinto varas, tejo sillas y las instalo como si estuvieran en mi casa, como señora que acomoda los muebles de su casa. Me preocupa el público, quiero que los niños vengan y se metan en mis ambientes. Todo es parte de ser mujer.”
Helen Escobedo torna su arte transgresor de los espacios, los materiales y lo femenino, sus escultoras son parte de una identidad artística que se expresa mediante la experimentación y la constante preocupación por los dilemas sociales que se inscribieron en su vida.
"Helen Escobedo, junto con su esposo, adquirieron la conocida como "Casa-Cueva" construida por el artista plástico mundialmente reconocido Juan O'Gorman, quien la habitó durante 16 años y la vendió a la pareja con el compromiso por parte de ellos de nunca demolerla, lo cual acabaron por incumplir y finalmente la destruyeron en su totalidad para construir una casa ordinaria desde el punto de vista arquitectónico.

## Premios y distinciones
- 1986: Academia real de las Ciencias, Letras y las Bellas Artes de Bélgica
- 1991: beca Guggenheim.[20]
- 2009: Premio Nacional de Artes en la categoría de Bellas Artes[21]
- 2010: Ciudadana distinguida, de manos de Marcelo Ebrard, jefe del Gobierno del DF, en el Antiguo Palacio del Ayuntamiento[21]

## Exposiciones
Escobedo presentó su trabajo en 35 exposiciones individuales y más de 100 exposiciones colectivas en el país y en el extranjero.

## Selección de obras famosas
- "Signals“ en Waitemata Harbour, Neuseeland (1971).
- "Doors to the Wind“ en Anillo Periférico (1968).